# وسائب
وسائب: إحدى مراكز محافظة رجال ألمع. تقع في شمال المحافظة على مسافة 25 كيلاً، ويقطنها 1626 نسمة.